# Fagernes Idrettsbane
De Fagernes Idrettsbane  is een ijsbaan in Narvik in de provincie Nordland in het noorden van Noorwegen. De openlucht-natuurijsbaan is geopend in 1992 en ligt op 1 meter boven zeeniveau. De baan heeft een lengte van 250m.

## Narvik Skøyteklubb
De gebruiker van de ijsbaan is de Narvik Skøyteklubb. Bekende (ex-)schaatsers van deze vereniging zijn:
- Lill-Anita Hansen - Deelname WK kortebaan 1990 in Amsterdam
- Larita Hansen - 2x Noors kampioen marathonschaatsen (1989 en 1990)
- Ragnvald Næss - 5x zilver en 4x brons op WK veteranen
- Linda Lundell - Brons NK sprint junioren 1987
- Ørjan Eilivsen - Brons NK allround junioren 1995 en 2x brons NK afstanden junioren (3.000m en 5.000m)